# خط بارليف

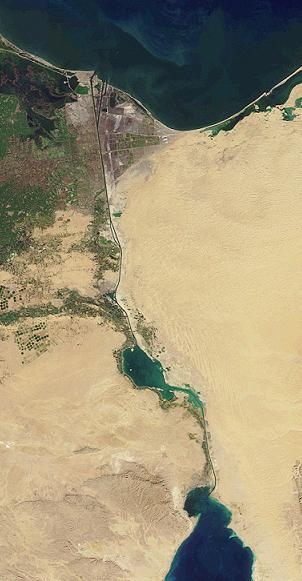
قناة السويس

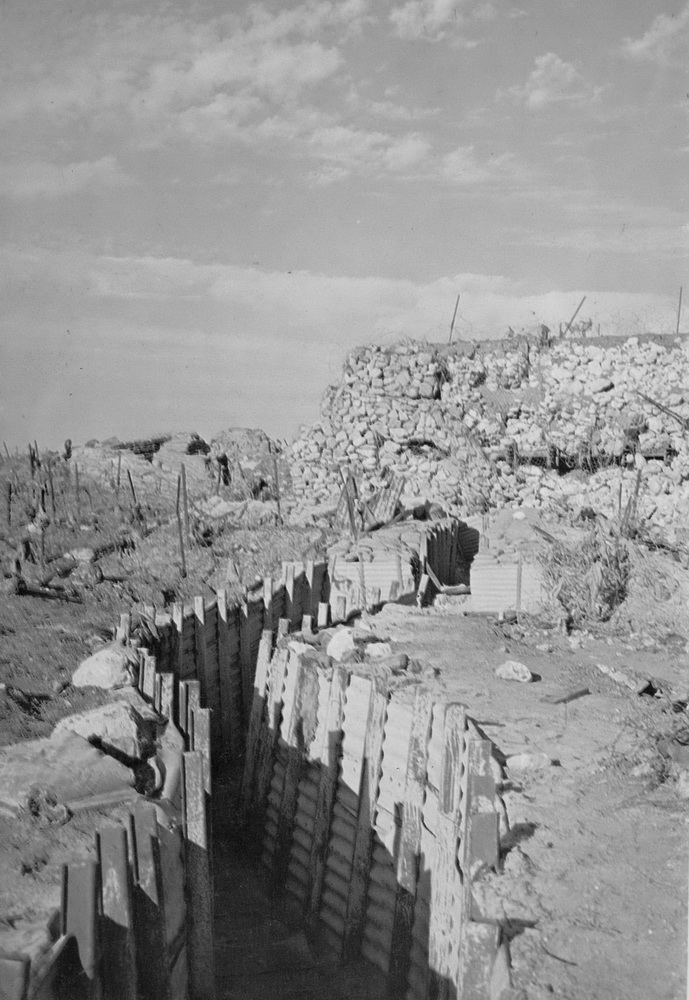
حصن خط بارليف قبل تدميرها

خط بارليف هو سلسلة من التحصينات الدفاعية التي كانت تمتد على طول الساحل الشرقي لقناة السويس. بُني خط بارليف من قبل إسرائيل بعد احتلالها لسيناء بعد حرب 1967، كان الهدف الأساسي من بناء الخط هو تأمين الضفة الغربية لقناة السويس ومنع عبور أي قوات مصرية إليها.

## التسمية
سمي الخط بذلك الاسم نسبة إلى حاييم بارليف القائد العسكري الإسرائيلي، وقد تكلف بناؤه حوالي 500 مليون دولار.

## التوصيف والتجهيزات
تميز خط بارليف بساتر ترابي ذو ارتفاع كبير - من 20 إلى 22 مترا - وانحدار بزاوية 45 درجة على الجانب المواجه للقناة، كما تميز بوجود 20 نقطة حصينة تسمى «دشم» على مسافات تتراوح من 10 إلى 12 كم وفي كل نقطة حوالي 15 جندي تنحصر مسؤليتهم في الإبلاغ عن أي محاولة لعبور القناة وتوجيه المدفعية إلى مكان القوات التي تحاول العبور. كما كانت عليه مصاطب ثابتة للدبابات، بحيث تكون لها نقاط ثابتة للقصف في حالة استدعائها في حالات الطوارئ. كما كان في قاعدته أنابيب تصب في قناة السويس لإشعال سطح القناة بالنابالم في حالة محاولة القوات المصرية العبور، والتي قامت القوات المصرية الخاصة بسدها تمهيدا للعبور في واحدة من أعظم العمليات.
روجت إسرائيل طويلا لهذا الخط على أنه مستحيل العبور وأنه يستطيع إبادة الجيش المصري إذا ما حاول عبور قناة السويس، كما أدعت أنه أقوى من خط ماجينو الذي بناه الفرنسيون بعد الحرب العالمية الأولى.

### خط بارليف
كان خط بارليف يبدأ من قناة السويس وحتى عمق 12 كم داخل شبه جزيرة سيناء على امتداد الضفة الشرقية للقناة وهو من خطين: يتكون من تجهيزات هندسية ومرابض للدبابات والمدفعية وتحتله احتياطيات من المدرعات ووحدات مدفعية ميكانيكية، بطول 170 كم على طول قناة السويس، وكانت إسرائيل قد قامت بعد عام 1967 ببناء خط بارليف، والذي إقترحه حاييم بارليف رئيس الأركان الإسرائيلي في الفترة ما بعد حرب 1967 من أجل تأمين الجيش الإسرائيلي المحتل لشبه جزيرة سيناء.
ضم خط بارليف 22 موقعا دفاعيا، 26 نقطة حصينة، وتم تحصين مبانيها بالاسمنت المسلح والكتل الخرسانية وقضبان السكك الحديدية للوقاية ضد كل أعمال القصف، كما كانت كل نقطة تضم 26 دشمة للرشاشات، و 24 ملجأ للأفراد بالإضافة إلى مجموعة من الدشم الخاصة بالأسلحة المضادة للدبابات ومرابض للدبابات والهاونات، و15 نطاقا من الأسلاك الشائكة ومناطق الألغام وكل نقطة حصينة عبارة عن منشأة هندسية معقدة وتتكون من عدة طوابق وتغوص في باطن الأرض ومساحتها تبلغ 4000 متراً مربعا وزودت كل نقطة بعدد من الملاجئ والدشم التي تتحمل القصف الجوي وضرب المدفعية الثقيلة، وكل دشمة لها عدة فتحات لأسلحة المدفعية والدبابات، وتتصل الدشم ببعضها البعض عن طريق خنادق عميقة، وكل نقطة مجهزة بما يمكنها من تحقيق الدفاع الدائري إذا ما سقط أي جزء من الأجزاء المجاورة، ويتصل كل موقع بالمواقع الأخرى سلكيا ولاسلكيا بالإضافة إلى اتصاله بالقيادات المحلية مع ربط الخطوط التليفونية بشبكة الخطوط المدنية في إسرائيل ليستطيع الجندي الإسرائيلي في خط بارليف محادثة منزله في إسرائيل.

#### حصن كواى - لسان بورتوفيق

أهمية حصن لسان بورتوفيق

## سقوط خط بارليف
تمكن الجيش المصري في يوم السادس من أكتوبر عام 1973 م من عبور قناة السويس واجتياح خط بارليف، وأفقد العدو توازنه في أقل من ست ساعات، ووافق ذلك اليوم يوم كيبور أو عيد الغفران لدى اليهود. حيث بدأ الهجوم بالضربة الجوية، مستغلين عنصري المفاجأة والتمويه العسكريين الهائلين اللذين سبقا تلك الفترة، كما تم استغلال عناصر أخرى مثل المد والجزر واتجاه أشعة الشمس من اختراق الساتر الترابي في 81 موقع مختلف وإزالة 3 ملايين متر مكعب من التراب عن طريق استخدام مضخات مياه ذات ضغط عال، قامت بشرائها وزارة الزراعة للتمويه السياسي ومن ثم تم الاستيلاء على أغلب نقاطه الحصينة بخسائر محدودة ومن ال 441 عسكري إسرائيلي قتل 126 وأسر 161 ولم تصمد إلا نقطة واحدة هي نقطة بودابست في أقصى الشمال في مواجهة بورسعيد.
وقد اعترض أرييل شارون الذي كان قائد الجبهة الجنوبية على فكرة الخط الثابت واقترح تحصينات متحركة وأكثر قتالية ولكنه زاد من تحصيناته أثناء حرب الاستنزاف.

## صاحب فكرة خراطيم المياه

خط بارليف

اللواء المهندس باقي زكي يوسف هو صاحب فكرة استخدام المياه في فتح الساتر الترابي تمهيدا لعبور القوات المصرية إلى سيناء. هذه الفكرة رغم بساطتها أنقذت 20 ألف جندي مصري على الأقل من الموت المحقق.

## مواضيع متعلقة
- محمد أنور السادات.
- حاييم بارليف.
- حرب أكتوبر.
- سعد الدين الشاذلي